# Vanda alpina
Vanda alpina es una especie de orquídea. Es originaria de Asia.
La principal diferencia entre esta especie y Vanda cristata es que V alpina  no tiene cuernos en el vértice del labio y si lo hace V. cristata.

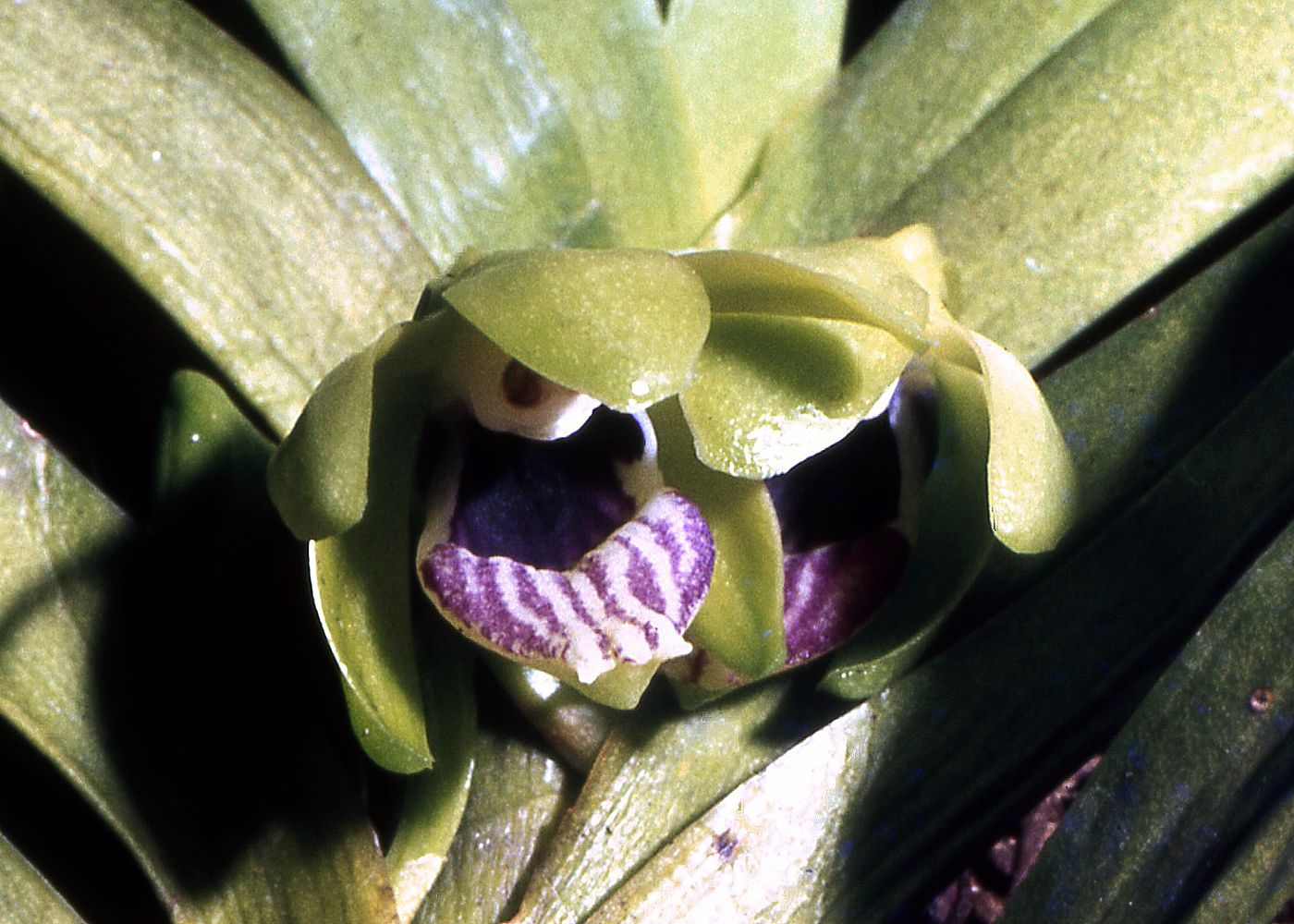
Detalle de la flor

## Descripción
Es una planta de pequeño tamaño, que prefiere el clima cálido, con hábitos de epifita, que crece con un tallo cilíndrico envuelto completamente por vainas imbricadas y con hojas, en general, lineales a oblongas, arqueadas, y el ápice desigual bilobulado. Florece en la primavera y principios del verano en una corta inflorescencia de 2 cm de largo, con 1 a 3 flores, glabras con brácteas florales triangulares, obtusas y llevando flores colgantes.

## Distribución y hábitat
Se encuentra en el Himalaya occidental, Assam, Himalaya oriental, Nepal, Bután, Sikkim y el sur de China en los cálidos bosques latifoliados en elevaciones de 1200 a 2000 metros.

## Taxonomía
Vanda alpina fue descrita por (Lindl.) Lindl. y publicado en Folia Orchidacea. Vanda 4((Vanda)): 10. 1853.
Etimología
Vanda: nombre genérico que procede del nombre sánscrito dado a la especie  Vanda tessellata  en la India, también puede proceder del latín (vandi) y del griego (dios santísimo ).
alpina: epíteto latino que significa "de montaña, alpino".
sinonimia
- Luisia alpina Lindl.
- Stauropsis alpina (Lindl.) Tang & F.T.Wang
- Trudelia alpina (Lindl.) Garay[4][5]